# Lateks

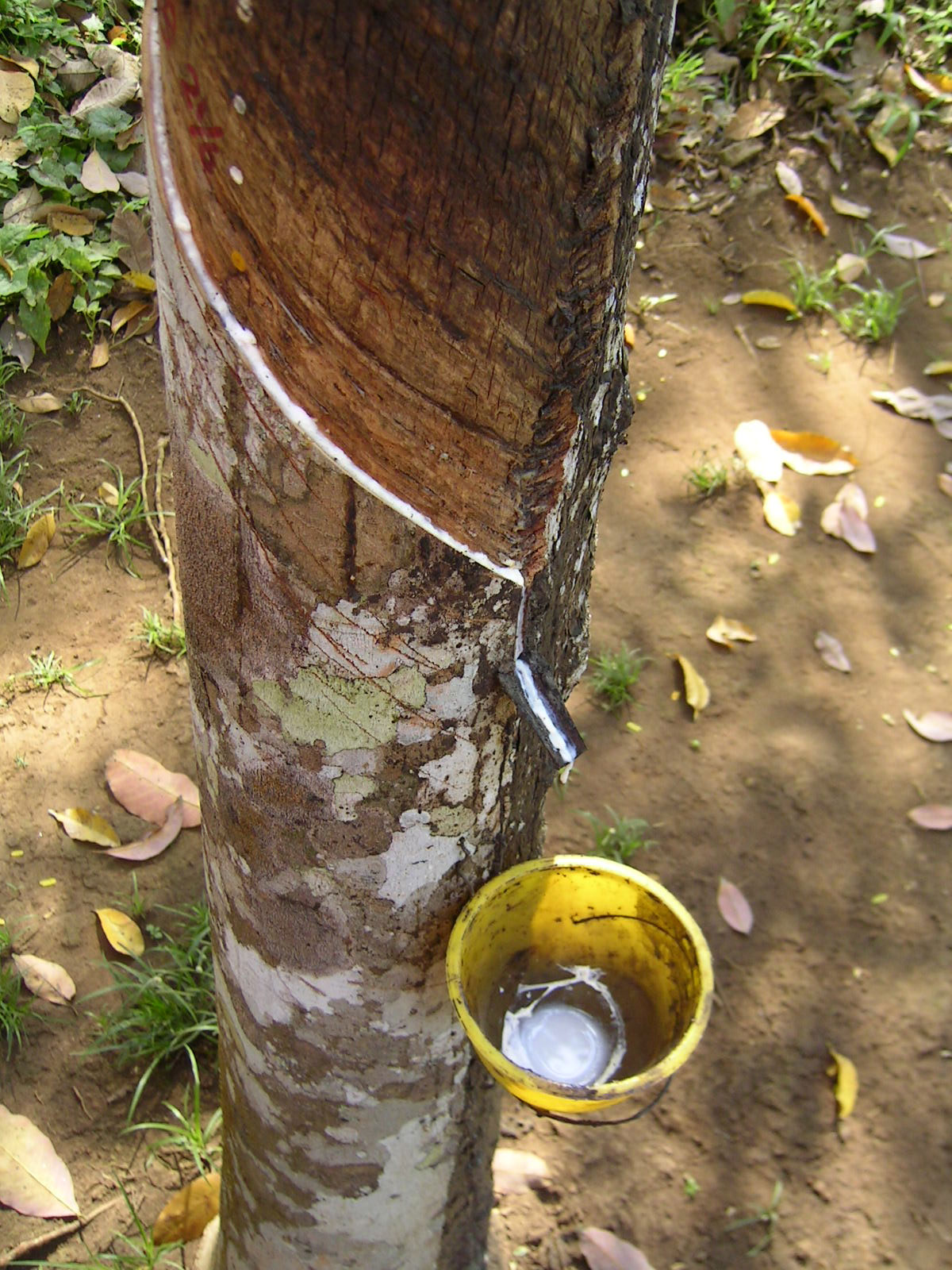
Zbieranie soku mlecznego z drzewa kauczukowego

Lateks – koloidalny roztwór kauczuku naturalnego (lateks naturalny) lub syntetycznego (lateks syntetyczny) w substancji płynnej. W nomenklaturze przemysłu chemicznego wyraz „lateks” określa wszelkie emulsje polimerów, w tym gumy syntetyczne i plastiki.

## Lateks naturalny
Lateks naturalny uzyskuje się poprzez nacinanie roślin kauczukodajnych i obróbkę soku mlecznego. Sok mleczny stabilizowany jest substancjami alkalicznymi np. amoniakiem. Ostateczny produkt stanowiący surowiec w przemyśle gumowym uzyskuje się w wyniku koagulacji soku i jego zagęszczenia. Zagęszczenie zawartości kauczuku wykonywane jest zwykle poprzez odwirowanie lub częściowe odparowanie wody. Koagulacja następuje po zakwaszeniu, zamrożeniu lub dodaniu soli rozpuszczalnych w wodzie. 

## Lateks syntetyczny
Lateks syntetyczny otrzymuje się przez polimeryzację emulsyjną określonych monomerów i zatężanie powstałego koloidu zawierającego kauczuk butadienowo-styrenowy, chloroprenowy, nitrylowy lub butadienowo-winylopirydynowy. pH lateksów uzyskanych syntetycznie wynosi 6–12, zawartość substancji suchej 30–60%. Po ich zakwaszeniu lub dodaniu soli otrzymuje się kauczuki stałe. 
Lateks syntetyczny jest produktem pośrednim lub końcowym w procesie wytwarzania kauczuków syntetycznych. 

## Zastosowanie
Stosowany jest do otrzymywania kauczuku naturalnego stosowanego w przemyśle gumowym (m.in. opony samochodowe, taśmy transporterowe, uszczelki, piłeczki kauczukowe) do wyrobu m.in. pianki lateksowej do produkcji mebli i materaców (dobre właściwości antyalergiczne i antygrzybicze), klejów, nici, prezerwatyw, rękawic oraz odzieży.

## Alergia na lateks
W mlecznej emulsji lateksu zidentyfikowano 250 białek, natomiast tylko 15 alergizujących białek z nich zostało oficjalnie uznanych za alergeny przez Światową Organizację Zdrowia (WHO). Nazwy tych białek pochodzą od naukowej nazwy kauczukowca brazylijskiego Hevea brasiliensis i są oznaczane jako Hev b, z numeracją od 1 do 15.
Główne alergeny to:
- Hev b 1
- Hev b 3
- Hev b 5
- Hev b 6.01

Te cztery białka są szczególnie istotne w alergii na lateks u pacjentów z rozszczepem kręgosłupa, natomiast Hev b 5 i Hev b 6.01 są głównymi alergenami u pracowników ochrony zdrowia.

### Zespół lateksowo-owocowy
U osób z alergią na lateks może również występować lub rozwijać się reakcja alergiczna na niektóre rośliny lub ich części (np. owoce). Zjawisko to znane jest jako zespół lateksowo-owocowy (ang. latex-fruit syndrome, LFS). Zespół ten po raz pierwszy został opisany przez Bianco i wsp. w 1994 roku. W przeglądzie opublikowanym przez Gromek et al. w 2024 roku podsumowano 30 lat badań nad LFS oraz przeanalizowano 14 oryginalnych prac naukowych. Analiza tych badań wykazała znaczną zmienność w częstości występowania zespołu lateksowo-owocowego, która wahała się od 4% do 88%. Różnice te przypisano stosowaniu różnych metod diagnostycznych, odmiennościom geograficznym oraz wielkości badanych populacji. Do najczęściej zgłaszanych owoców alergizujących wśród pacjentów z LFS należały banan, awokado, kiwi i papaja.
Główne alergeny lateksu związane z zespołem lateksowo-owocowym to Hev b 2, Hev b 6.02, Hev b 7, Hev b 8 i Hev b 12. Badania genetyczne wykazały powiązania między LFS a określonymi typami antygenów zgodności tkankowej (HLA), w szczególności HLA-DQB1*0201, DRB1*0301, DRB1*0901 oraz grupą funkcyjną HLA-DR typu E .

#### Patomechanizm
Jedną z grup alergenów, które mogą przyczyniać się do reaktywności krzyżowej pomiędzy lateksem a niektórymi owocami, są chitynazy. Enzymy te katalizują rozkład wiązań β-1,4-N-acetylo-D-glukozaminy w chitynie – polimerze powszechnie występującym w przyrodzie. Chitynazy są produkowane przez różne organizmy, w tym bakterie, grzyby, owady, rośliny i kręgowce. Chitynazy klasy I, zidentyfikowane w owocach takich jak banany (Mus a 2) i awokado (Pers a 1), wykazują reaktywność krzyżową z chitynazami klasy I obecnymi w lateksie – zwłaszcza Hev b 6.01 (Proheveina) i Hev b 6.02 (Heveina). Chitynazy wykryto także w innych owocach, takich jak kasztan jadalny (klasa I), pomidor (klasa II), jujuba indyjska (klasa III), malina (klasa III) i winogrono (klasa IV). W przypadku kiwi i papai nie zidentyfikowano dotąd konkretnych alergenów wykazujących aktywność chitynazową. Inne alergeny lateksowe biorące udział w reaktywności krzyżowej z owocami mogą obejmować profiliny, glukanazy oraz niespecyficzne białka transportujące lipidy (nsLTPs).